# Chenjiagou
Chenjiagou (chinois simplifié : 陈家沟 ; chinois traditionnel : 陳家溝 ; pinyin : Chénjiāgōu ; litt. « vallée de la famille Chen ») est considéré comme l'un des lieux de naissance du Tai-chi-chuan. Depuis des siècles, de grands maîtres de Tai-chi-chuan sont nés à Chenjiagou. Des pratiquants célèbres, comme Yang Luchan, sont venus se former dans ce village. Aujourd'hui, Chenjiagou est devenu un lieu de pèlerinage pour les adeptes de cet art martial.

## Géographie

### Localisation
Le village est situé en Chine, dans la province du nord Henan sur les rives du Fleuve Jaune.  Situé sur la colline de Qingfeng, à l'est du district de Wenxian, limitrophe de la Rivière jaune au sud et des monts Taihang Shan au nord, il se trouve à  5 km de  Jiaozuo (焦作 ; pinyin : Jiāozuò). En 2005, la population de ce village agricole s'élevait à 3 000 habitants environ.

## Histoire
Selon une hypothèse formulée par des historiens tels que Tang Hao, Chenjiagou serait le lieu de naissance du Tai Chi chuan. À l'origine, ce village a pour nom Changyang. Il change son nom après qu'un natif de Zezhou, Chen Bu, s’y installe avec sa famille à la fin du XIVe siècle (si bien que presque tous les habitants de ce village en seraient ses descendants). Il est donc renommé à partir du patronyme Chen et du fossé (gou) présent sur le site. La famille Chen, porte-drapeau du style Chen depuis quatre cents ans, continue à enseigner le Tai Chi Chuan à Chenjiagou. 

### Époque contemporaine
Chenjiagou, comme la Chine rurale dans son ensemble, a souffert grandement de la Révolution culturelle. Avant la révolution culturelle, le village abrite de nombreuses belles demeures, des temples bouddhistes et des statues. La révolution culturelle oblige les propriétaires terriens à vendre leurs biens et le temple est transformé en école. Dans les années 1960, la situation économique est telle que les villageois connaissent la famine.
Aujourd'hui, il s'agit d'un village pauvre principalement peuplé de fermiers propriétaires de lopins de terre. Ils y cultivent le blé, le maïs, le soja et les patates douces. Après avoir utilisé leurs récoltes pour leur propre consommation, ils vendent le reste pour acheter des épices, des engrais et d'autres produits de première nécessité. Outre l'agriculture, l'enseignement du Tai-chi-chuan est leur seule source potentielle de revenu. 
À partir des années 1980, les premiers pratiquants étrangers font leur apparition à Chenjiagou. Ce sont des ressortissants japonais à la recherche du berceau du Tai-chi-chuan. Depuis, le village est devenu un lieu de pèlerinage pour les adeptes du Tai-chi-chuan venus du monde entier.
Ainsi, quatre écoles, dirigées par des maîtres, accueillent des étudiants étrangers ou chinois. L'entraînement destiné aux étudiants non chinois a été adapté et rendu moins difficile. Le prix des stages est aussi plus cher pour les étudiants étrangers que pour les Chinois. Néanmoins, la localisation éloignée de Chenjiagou rend les voyages difficiles. Ainsi, selon le maître Chen Xiaowang, une vingtaine d'étudiants étrangers viendraient chaque année à Chenjiagou pour un séjour très court.
On prétend que dans le passé, 80 % des habitants de Chenjiagou étaient des adeptes du Tai-chi-chuan. Un proverbe affirme ainsi qu’« une fois l’eau de Chenjiagou bue, vous serez capable de pratiquer un ou deux mouvements de la boxe de l’ombre » (« He he chen guo sui, dou hui qiao qiao tui »). Néanmoins, seule 60 % de la population pratique aujourd'hui le Tai-chi-chuan.
Compte tenu de son histoire, le village abrite un musée des arts martiaux de Chenjiagou. Devant cet édifice a été notamment érigée une statue en bronze de Chen Wangting, considéré comme le fondateur du tai-chi style Chen. Des plaques commémoratives donnant des informations sur certains maîtres du Tai-chi-chuan ont également été dressées par des fans chinois ou étrangers comme marque de respect.
À partir de 1992, grâce à Wang Xian et à Chen Zhaopi, les premières rencontres de Tai-chi-chuan internationales ont été organisées au cœur du village de Chenjiagou. Face au succès de ces manifestations, ces rencontres se déroulent depuis 2000 dans la ville voisine de Jiaozuo, plus grande et plus moderne. En 2009, 3 050 athlètes issus d’écoles dirigées par les plus grands maîtres et originaires de plus de 38 pays sont venus se confronter à Jiaozuo.

### Personnalités célèbres
Le Tai-chi-chuan est d'abord resté au sein de la famille Chen (traditionnellement enseigné uniquement au fils aîné et à la belle-fille). De nombreux maîtres du style Chen sont donc originaires de Chenjiagou. Néanmoins, d'autres pratiquants devenus célèbres ont pour particularité d'être venus dans ce village pour se perfectionner.   
- Chen Changxing (1771-1853), qui élargit l'enseignement du Tai-chi-chuan au-delà de la famille Chen (il est le maître de Yang Luchan) ;
- Yang Luchan, (1799-1872), fondateur du style Yang, qui étudia l'art de la boxe auprès de Chen Changxing pendant son séjour dans le village ;
- Chen Fake (1887-1957), petit-fils de Chen Changxing, qui diffusa le style Chen à Pékin en ouvrant une école accessible à tous ;
- Chen Pinsan (ou Chen Xin) (1849-1929), né à Chenjiagou, auteur du Taiji quan Tushuo (traduit en anglais par The illustrated canon of Chen family) qui décrit les fondements théoriques du style Chen ;
- Chen Zhaopi (1893-1972), né à Chenjiagou, qui déclencha la renaissance du Tai-chi-chuan à Chenjiagou ;
- Chen Li Qing (1914-2008), née à Chenjiagou[10], qui est la première femme à avoir obtenu le grade de maître et à figurer dans l'arbre généalogique de la famille Chen ;
- Wang Xian (1944), disciple de Chen Zhaopi, qui a créé le Centre International de Wushu de Chenjiagou dirigé aujourd'hui par son fils Wang Zhanjun, vainqueur de nombreux tournois de poussée des mains ;
- Chen Xiaowang (1945), petit-neveu de Chen Fake, qui a créé une école à Chenjiagou très fréquentée par des étudiants chinois et étrangers ;
- Zhang_Dongwu, (1970), né à Wenxian (Chenjiagou), premier disciple de Chen Zhenglei ;
- Chen Zheng Lei (1949), professeur au centre de Tai-chi-chuan à Chenjiagou, entraineur national pour les arts martiaux, vice-président de l'Institut des Arts Martiaux de la province du Henan et membre du comité technique de l'Association Nationale des Arts Martiaux Chinois ;
- Chen Peishan (1962), né à Chenjiagou, l'un des descendants de la famille Chen pratiquant le petit style (xiao jia), dont la diffusion hors du village est récente.